# Lilly Wächter
Lilly Wächter (geboren als Lilli Schuster am 26. Juni 1899 in Karlsruhe; gestorben 20. Dezember 1989 in Bühl) war eine deutsche Sozialdemokratin und Funktionärin des Demokratischen Frauenbunds Deutschlands. Sie wurde 1952 aus der SPD ausgeschlossen, nachdem sie wegen verschiedener Veröffentlichungen über US-amerikanische Kriegsverbrechen im Koreakrieg von einem amerikanischen Militärgericht zu einer Geld- und Haftstrafe verurteilt worden war.

## Leben
Lilly Wächter wurde als uneheliches Kind geboren. Ihre Mutter Sophie Schuster (1878–1944) heiratete am 1. August 1907 den Hilfsarbeiter Moses Moritz Steigerwald (1870–1944). Aus der Ehe ging Lillys Halbbruder Feist Ferdinand (1908–1939) hervor. Sophie, Moses Moritz und Feist Ferdinand Steigerwald kamen wegen ihrer jüdischen Herkunft in verschiedenen Konzentrationslagern ums Leben; Lillys Stiefvater im KZ Theresienstadt, ihre Mutter im KZ Auschwitz und ihr Halbbruder im KZ Buchenwald.
Lilly Wächter wurde 1923 gemeinsam mit ihren Eltern Mitglied der SPD. Als junge Frau lebte sie zunächst in Rastatt, wo sie während der nationalsozialistischen Herrschaft als „Halbjüdin“ oft verhaftet und misshandelt wurde. Bis zum Zweiten Weltkrieg war sie als Kontoristin angestellt, wurde später aber dienstverpflichtet und arbeitete in einer Fabrik. Sie war ab 1951 verheiratet und Hausfrau. Ihr Ehemann arbeitete als Buchhalter.

## Engagement im Demokratischen Frauenbund
Im Jahr 1950 wurde in Westdeutschland der Demokratische Frauenbund Deutschlands (DFD) gegründet. Impulse dazu gingen vom Internationalen Frauentag (IF) aus, der im Frühjahr 1950 in Ost-Berlin stattgefunden hatte. Die nordrhein-westfälischen Frauen des IF-Vorbereitungskomitees führten bereits am 1. und 2. April des Jahres eine Gründungsversammlung durch, die den DFD-Landesverband Nordrhein-Westfalen ins Leben rief. Es folgen weitere westdeutsche Landesverbände des sich als „gesamtdeutsch“ bezeichnenden Frauenverbandes. Begründet wurde der Zusammenschluss folgendermaßen: „In der großen Bewegung zum Internationalen Frauentag entstand der Wille, auch in Westdeutschland eine große demokratische Frauenorganisation zu gründen, die alle Frauen ohne Unterschied der Parteizugehörigkeit, der Weltanschauung und der Konfession erfaßt und die ein Teil des großen Demokratischen Frauenbund[es] Deutschland sein soll.“ Lilly Wächter schloss sich dem DFD an, wurde „als mutige Friedenskämpferin“ Mitglied des Präsidiums und war ab Juli 1953 Vorsitzende der Organisation. Dieses Amt hatte sie bis zum Verbot des DFD im April 1957 inne. Danach zog sich aus dem öffentlichen Leben zurück.

## Reise nach Korea, Verurteilung und Haft
Besondere Bekanntheit erlangte Lilly Wächter als Mitglied einer Delegation der Internationalen Demokratischen Frauenföderation (IDFF), die 1951 in Korea weilte. Anlass der Reise, für die sie Gerda Weber, Geschäftsführerin des westdeutschen DDF und Ehefrau des FDJ-Funktionärs Hermann Weber, angeworben hatte, war der seit 1950 andauernde Koreakrieg. Hierzu hatte die IDFF im Vorfeld eine Erklärung verfasst, in der die „Gräueltaten […] an der Zivilbevölkerung“ Koreas angeprangert wurden.
Gemeinsam mit 20 Frauen aus 18 Ländern über die Sowjetunion und China reiste Lilly Wächter im Mai 1951 nach Nordkorea. Nach der Rückkehr berichtete Wächter über Kriegsverbrechen der amerikanischen und südkoreanischen Soldaten an der Bevölkerung Nordkoreas. In zwei gleichlautenden Vorträgen, die sie in Heidelberg und in Ludwigshafen hielt, schlussfolgerte sie unter anderem sinngemäß: „Man muss den Krieg hassen, der die jungen Männer zu solchen Gräueltaten fähig macht, denn auch amerikanische Mütter bringen keine Mörder zur Welt.“ Für die amerikanischen Besatzungsbehörden war sie eine „kommunistische Propagandarednerin“ und wurde unter anderem deshalb im September 1951 in Stuttgart verhaftet und schließlich angeklagt. Grundlage dafür war ein Beschluss des amerikanischen Gerichts der Alliierten Hohen Kommission. Die britische Feministin und Labour-Abgeordnete Monica Felton trat als Zeugin auf und Denis Nowell Pritt als Verteidiger. Im Prozess ging es nicht um die Frage, ob die von Wächter verbreiteten Berichte vom koreanischen Kriegsschauplatz der Wahrheit entsprachen. Auf die Forderung ihres Anwalts, die Berichte zu überprüfen, antwortete Richter Clark: „Man sagt, die Wahrheit tut oft weh! Ein Staat kann sich auch durch die Wahrheit verletzt fühlen. Wenn ein Staat verbieten will, daß er durch die Wahrheit verletzt wird, hat er ein Recht dazu, das zu tun.“
Wächter wurde wegen „Sabotage und Aufruhr zum Nachteil der alliierten Streitkräfte“ zu 15.000 DM und acht Monaten Freiheitsstrafe verurteilt. Durch Anrechnung der Untersuchungshaft kam sie nach drei Monaten wieder frei. Mit ihrer Verurteilung wurde 1952 Wächters Ausschluss aus der SPD begründet.
Gegen die Verhaftung, den Prozess und die Verurteilung Lilly Wächters kam es in der DDR, aber auch in der Bundesrepublik zu zahlreichen Protesten und Solidaritätsbekundungen, darunter von Wilhelmine Schirmer-Pröscher, Helene Weigel, Erich Weinert und Hedda Zinner. Die KPD-Fraktion des 1. Deutschen Bundestags beantragte am 19. September 1951, die Bundesregierung zu beauftragen, „unverzüglich bei dem USA-Vertreter in der Alliierten Hohen Kommission, Herrn Mc Cloy, die sofortige Einstellung des vor dem Militärgericht der USA-Besatzungs- macht in Stuttgart anhängig gemachten Verfahrens gegen die Ehefrau Lilly Wächter, Stuttgart, zu fordern […]“. Nachdem im Januar 1952 in Frankfurt das Berufungsverfahren gegen Lilly Wächter stattgefunden hatte, waren die Reaktionen auf den Prozess gegen „die Hausfrau aus Rastatt“ sogar international. Der DDR-Anwalt Friedrich Karl Kaul fertigte über den Prozessverlauf ein umfangreiches Protokoll an, das 1952 unter dem Titel „Ich sagte die Wahrheit: Lilly Wächter – ein Vorbild der deutschen Frauen im Kampf um den Frieden“ veröffentlicht wurde.

## Würdigungen
Während Lilly Wächters Engagement in Westdeutschland nur in kommunistischen, sozialistischen und Pazifistenkreisen gewürdigt wurde, stellte man sie in der DDR offiziell als „Friedenskämpferin“ und „Märtyrerin“ der westdeutschen Friedensbewegung vor. Das geschah vor allem durch zahlreiche Veröffentlichungen der sozialistischen Presse. Außerdem wurden verschiedene Organisationen und Einrichtungen nach ihr benannt, wobei die Schreibung ihres Vornamens nicht immer einheitlich war. Dazu gehörten das Kinderheim Lilly Wächter in Berlin-Oberschöneweide (Griechische Allee), die Kinderkrippe Lilli Wächter im thüringischen Sömmerda, die Entroster-Frauenbrigade im VEB-Abus Leipzig und der „Lilly-Wächter-Fond“, dessen Gelder unter anderem durch verschiedenfarbige Spendenmarken aufgebracht wurden. Sie hatten unterschiedliche Werte (0,20, 0,50 und 1,00 Mark) und trugen die Aufschrift: „Korea! Lilly Wächter klagt an!“. Auch Ansichtskarten mit ihrem Konterfei wurden gedruckt. Sie trugen zum Beispiel die Aufschrift: „Lilly Wächter mahnt: Kämpft für den Frieden!“
Von der nordkoreanischen Regierung erhielt sie für ihren Einsatz den Staatsbannerorden I. Klasse.